# Памятник Уинстону Черчиллю (Парламентская площадь, Лондон)
Памятник Уинстону Черчиллю на Парламентской площади в Лондоне — бронзовая статуя премьер-министра Великобритании Уинстона Черчилля, созданная скульптором Айвором Робертсом-Джонсом.
В 1950-х годах Черчилль, рассматривая планы реконструкции Парламентской площади, указал на часть газона, сказав, что сюда потом «поместится моя статуя». Памятник был открыт в 1973 году его вдовой Клементиной, баронессой Спенсер-Черчилль, в торжественной церемонии принимали действующий премьер-министр и четыре бывших премьер-министра, речь на открытии произнесла королева Елизавета II. Статуя является одной из двенадцати статуй известных государственных деятелей на Парламентской площади или вокруг нее.

## Описание
Высота бронзовой статуи 12 футов (3,7 м). Автор памятника — Айвор Робертс-Джонс. Памятник установлен на главном газоне Парламентской площади, напротив Вестминстерского дворца. Моделью для Черчилля послужил художник Киффин Уильямс, друг Робертса-Джонса.
Статуя изображает Уинстона Черчилля, стоящего опершись на трость, в военной шинели. Композиция основана на известной фотографии Черчилля, осматривающего здание Палаты общин после того, как оно была разрушено бомбардировкой в ночь с 10 на 11 мая 1941 года. Высота пьедестала с лаконичной надписью «Черчилль» большими заглавными буквами составляет 8 футов (2,4 м).

## История
В 1950-х годах Дэвид Экклс, тогдашний министр труда, показал Черчиллю планы реконструкции Парламентской площади. Черчилль нарисовал круг в северо-восточном углу и заявил: «Вот куда пойдет моя статуя». Предложение об установке памятника исходило от Джона Тилни, члена парламента от Уэвертри (Ливерпуль), в его парламентском запросе в 1968 году. По первоначальным оценкам спонсоров обращения по установке статуи Уинстона Черчилля, стоимость заказа должна была составить около 30 000 фунтов стерлингов. Спонсорами обращения были Эдвард Хит, лорд Маунтбаттен, лорд Портал и баронесса Эллиот. В сборе 32 000 фунтов стерлингов по подписке, в итоге, приняло участие 4500 человек. Статуя была отлита на литейном заводе «Меридиан» в Пекхем-Рай в Лондоне.
Статуя была открыта 1 ноября 1973 года Клементиной, баронессой Спенсер-Черчилль, вдовой Уинстона Черчилля. Королева Елизавета II присутствовала на церемонии и произнесла речь, в которой упомянула, что Черчилль отказался от герцогства, потому что он хотел провести оставшиеся годы в Палате общин. На открытии присутствовали также королева-мать, члены семьи Черчиллей в четырех поколениях, Эдвард Хит (тогдашний премьер-министр) и четыре бывших премьер-министра. Оркестр Королевской морской пехоты исполнил несколько любимых музыкальных произведений Черчилля.
В 2008 году статуя была внесена в список памятников архитектуры II степени.
Анимация статуи включена в короткометражный фильм, снятый и показанный на церемонии открытия летних Олимпийских игр 2012 года.
Вандалы неоднократно предпринимали атаки на памятник во время протестов, проходивших на Парламентской площади. В 2000 году во время первомайской акции протеста статую обрызгали красной краской, чтобы создать видимость капающей изо рта крови, а на макушку наложили полоску дерна, придав вид ирокеза или панк-рокера. В июне 2020 года, во время протестов после убийства Джорджа Флойда, протестующие в течение двух дней подряд разрисовывали его граффити, в том числе после надписи «Черчилль» слова «был расистом». В результате статую временно закрывали, чтобы уберечь ее от дальнейшего вандализма Ряд статуй по всей стране, в том числе статуя Черчилля, стали частью дебатов о том, следует ли им оставаться на всеобщее обозрение или нет, и если да, то при каких условиях.

## Реплики статуи
Копия статуи была установлена в 1999 году на площади Уинстона Черчилля в столице Чехии Праге, возле Экономического университета в Жижкове. Точная копия из стекловолокна стоит в кампусе Австралийского национального университета в Канберре, она была привезена в Австралию в 1975 году, размещена в саду во внутреннем дворе Черчилль-хауса в 1985 году и перенесена на свое нынешнее место в Актоне после 1992 года.
Есть также варианты статуй Черчилля работы Айвора Робертса-Джонса, не копирующие лондонский памятник, на площади Солли в «Английском квартале» Осло, Норвегия и в Бритиш-Плейс, Новый Орлеан, США. Как и статуя на Парламентской площади, статуи в Праге, Осло и Новом Орлеане были отлиты в Лондоне на литейном заводе «Меридиан».
- Прага
- Канберра